# Koniuszki Królewskie
Koniuszki Królewskie (ukr. Конюшки-Королівські) – wieś na Ukrainie w rejonie samborskim obwodu lwowskiego.

## Historia
Pod koniec XIX w. wieś w powiecie rudeckim.
Właścicielem dóbr we wsi był Michał Garapich.
W II Rzeczypospolitej wieś należała do powiatu rudeckiego w województwie lwowskim. W 1931 r. liczyła 700 mieszkańców. W czerwcu 1944 nacjonaliści ukraińscy z OUN – UPA zamordowali tutaj 12 Polaków, grabiąc i paląc część polskich zagród.